# 布佐瓦河 (沃夫恰河支流)
布佐瓦河（烏克蘭語：Бузова），是烏克蘭東部的河流，屬於沃夫恰河的支流。該河流經哈爾科夫州的丘胡伊夫區，河道全長15公里，流域面積49平方公里。